# Orticumab
Orticumab é um anticorpo monoclonal utilizado como agente anti-inflamatório e imunomodulador. Foi estudada para tratamento da arterosclerose.